# 于廷根
于廷根是德国巴伐利亚州的一个市镇。总面积13.53平方公里，总人口1902人，其中男性974人，女性928人（2011年12月31日），人口密度141人/平方公里。